# Produce 48
Produce 48 (кор. 프로듀스 48) — южнокорейское реалити-шоу на выживание от телеканала Mnet. Передача представляла из себя коллаборацию реалити-шоу айдолов на выживание Produce 101 и японской идол-группы AKB48. Из 96 участниц шоу были выбраны финальные 12 участниц будущей группы путём голосования, а также голосуя за концепцию, название и дебютный сингл группы. Целью шоу было сформировать проектную группу, в которой состояли участницы из Южной Кореи и Японии. 12 победивших участниц будут продвигаться как группа в течение двух с половиной лет. Сама программа в основном на корейском языке, однако для шоу были предоставлены переводчики. Шоу объявило окончательных 12 участниц, которые вошли в проектную группу, а также было объявлено официальное название группы — IZ*ONE.
Продюсер — AKATV (компания, которая также выпустила второй сезон Produce 101). Премьера состоялась 15 июня, шоу завершилось 31 августа 2018 года 12-м эпизодом. Руководил им Ан ЧжунЯн, который также руководил первые два сезона Produce 101.

## Концепт и формат
Produce 48 собрал 96 девушек из айдол-групы AKB48 Японии и трейни из развлекательных компаний Южной Кореи, чтобы сформировать корейско-японскую группу из 12 человек, которая будет продвигаться в течение двух с половиной лет. Сформированный в сотрудничестве между Mnet и Ясуси Акимото проект планировал принять концепцию AKB48: «айдолы, которых вы можете встретить и приветствовать и иметь возможность выступать в назначенном театре.» Участницы группы могут продвигаться под своими собственными агентствами одновременно.
Шоу началось с 96 конкурсантками, которые изначально были сгруппированы в несколько классов. Были показаны эпизодические соревнования, в которых девушки выступали в командах с различными песнями, за участниц голосовали, а команды-победители получали 1000 бонусных голосов. Затем были отобраны зрительские голоса и девушки были ранжированы, причем некоторые эпизоды были отборочными раундами, в которых исключались участницы, которые не достигли определённого ранга.
Из всех 96 участниц шоу 57 из них были из различных южнокорейских лейблов, а другие 39 были из японской айдол-группы AKB48 и родственных ей групп. Заключительные 12 участниц были отобраны независимо от национальности.

## Продвижение передачи
Produce 48 был анонсирован на Mnet Asian Music Awards 2017 в Японии 29 ноября, после совместной работы AKB48 и южнокорейских артистов Weki Meki, Чонха, Pristin, Idol School и Fromis 9. В феврале 2018 Mnet заявили, что не будут использовать предполагавшийся формат наличия 48 девочек из Южной Кореи и 48 девочек из Японии, конкурирующими отдельно, или что были бы отобраны шесть участниц каждой страны.
Первый тизер для шоу был опубликован 11 апреля 2018. 22 апреля музыкальная открывающая композиция «Nekkoya» (내꺼야 (Pick Me) была исполнена участницами шоу с Мияваки Сакурой из HKT48 как центр. Победители предыдущего шоу, I.O.I и Wanna One, стали специальными MC и появились в 570 эпизоде M Countdown.
Шоу было показано впервые 15 июня 2018 на телеканале Mnet в Южной Корее. Оно также транслировалось в Японии на BS Sky PerfecTV. В других азиатских странах шоу транслировалось на tvN в Гонконге, Сингапуре, Макао, Малайзии, Индонезии, Тайване, Таиланде, Шри-Ланке, Филиппинах, Камбодже и Мьянме, где оно было показано впервые 21 июня 2018.
Завершилось шоу 31 августа с финальным составом из 12 участниц, девять кореянок и три японки: Чан Вонён,Чо Юри, Чхве Йена, Ан Юджин, Квон Ынби, Кан Хевон, Ким Чэвон, Ким Минджу, Ли Чэён, Ябуки Нако, Хонда Хитоми и Мияваки Сакура.
Название «IZ*ONE» было выбрано нетизенами через официальный сайт Produce 48 и подтверждено CJ E&M. «IZ» — нумероним числа 12, означающее 12 участниц. «ONE» переводится как «один», обозначает их объединение в одну группу. В итоге получается «12 в 1».
Звезда (*) между «IZ» и «ONE» обозначает знаки зодиака.

## Стафф
Ведущий — Ли СынГи, другие артисты были представлены как тренеры:
- Вокальные тренеры:
  - Ли ХонКи
  - Сою
- Тренеры танцев
  - Бэй Юн
  - Чой Ян Цзюнь
  - Май Джэй Ли
- Тренеры рэпа:
  - Cheetah
- Специальные MC:
  - Соми (эпизоды 1 и 5)
  - Кан Даниэль (эпизод 1)
  - Чонха (эпизод 5)
  - Бора (эпизоды 6 и 7)

Однодневный судья: Кахи (эпизод 1)
Дневной судья: Бора (эпизод 11)

## Конкурсантки
| Конкурсантки Produce 48 по порядку их финального ранга | Конкурсантки Produce 48 по порядку их финального ранга | Конкурсантки Produce 48 по порядку их финального ранга | Конкурсантки Produce 48 по порядку их финального ранга | Конкурсантки Produce 48 по порядку их финального ранга |
| ------------------------------------------------------ | ------------------------------------------------------ | ------------------------------------------------------ | ------------------------------------------------------ | ------------------------------------------------------ |
| Чан Вонён (장원영) Starship Entertainment              | Мияваки Сакура (宮脇咲良) HKT48                        | Чо Ю-ри (조유리) Stone Music Entertainment             | Чхве Йена (최예나) Yuehua Entertainment                | Ан Юджин (안유진) Starship Entertainment               |
| Ябуки Нако (矢吹奈子) HKT48                            | Квон Ынби (권은비) Woollim Entertainment               | Кан Хевон (강혜원) 8D Creative                         | Хонда Хитоми (本田仁美) AKB48                          | Ким Чхэвон (김채원) Woollim Entertainment              |
| Ким Минджу (김민주) Urban Works Media                  | Ли Чхэён (이채연) WM Entertainment                     | Хан Чховон (한초원) CUBE Entertainment*                | Ли Каын (이가은) Pledis Entertainment*                 | Миядзаки Михо (宮崎美穂) AKB48                         |
| Такахаси Джури (高橋朱里) AKB48                        | Такэути Мию (竹内美宥) AKB48                           | Ситао Миу (下尾みう) AKB48                             | Пак Хэюн (박해윤) FNC Entertainment                    | Сирома Миру (白間美瑠) NMB48                           |
| Ким Наён (김나영) Banana Culture                       | Мурасэ Саэ (村瀬紗英) NMB48                            | Ким ДоА (김도아) Fent Entertainment                    | Гото Моэ (後藤萌咲) AKB48                              | Чан Гюри (장규리) Stone Music Entertainment            |
| Хо Юнджин (허윤진) Pledis Entertainment                | Ким Шихён (김시현) Yuehua Entertainment                | Ван Ирон (왕이런/王怡人) Yuehua Entertainment          | На Гоын (나고은) RBW Entertainment                     | Ли Шиан (이시안) Stone Music Entertainment             |
| Го Юджин (고유진) Blockberry Creative                  | Сон Ынчхэ (손은채) Million Market                      | Тиба Эрии (千葉恵里) AKB48                             | Кодзима Мако (小嶋真子) AKB48                          | Юн Хэсоль (윤해솔) The Music Works                     |
| Бэ ЫнЁн (배은영) Stone Music Entertainment             | Наканиси Тиёри (中西代梨) AKB48                        | Муто Тому (武藤十夢) AKB48                             | Сато Минами (佐藤美波) AKB48                           | Ивататэ Сахо (岩立沙穂) AKB48                          |
| Ямада Ноэ (山田野絵) NGT48                             | Асай Нанами (浅井七海) AKB48                           | Ким Сохи (김소희) Woollim Entertainment                | Ким Минсо (김민서) HOW Entertainment                   | Муракава Бибиан (村川緋杏) HKT48                       |
| Ким Хёна (김현아) Collazoo Company                     | Ким Суюн (김수윤) Woollim Entertainment                | Ли Хаын (이하은) MNH entertainment                     | Арамаки Мисаки (荒巻美咲) HKT48                        | Ким Чхоён (김초연) A Team                              |
| Ли Юджон (이유정) STARDIUM                             | Мотомура Аои (本村碧唯) HKT48                          | Пак Минджи (박민지) M&D17                              | Ю МинЁн (유민영) HOW Entertainment                     | Пак Соён (박서영) индивидуальная, YG Entertainment     |
| Ван Кэ (왕크어/王珂) HOW Entertainment                 | Чо Гахён (조가현) Starship Entertainment               | Накано Икуми (中野郁海) AKB48                          | Хван Соён (황소연) Wellmade Yedang                     | Шин Сухён (신수현) Sublime Artist Agency               |
| Кан Дамин (강다민) Wellmade Yedang                     | Моги Синобу (茂木忍) AKB48                             | Ода Эрина (小田えりな) AKB48                           | Юн Ынбин (윤은빈) STARDIUM                             | Чхве Ёнсу (최연수) YG KPlus                            |
| Мацуока Нацуми (松岡菜摘) HKT48                        | Пак Чанджу (박찬주) M&D17                              | Пак Джинни (박진희) индивидуальная, YG Entertainment   | Ким Даён (김다연) STARDIUM                             | Хасэгава Рэна (長谷川玲奈) NGT48                       |
| Чо Аён (조아영) FNC Entertainment                      | Ли Сынхён (이승현) WM Entertainment                    | Като Юка (加藤夕夏) NMB48                              | Ким Дахе (김다혜) Banana Culture                       | Имада Мина (今田美奈) HKT48                            |
| Нагано Сэрика (永野芹佳)                               | Хон Йеджи (홍예지)                                     | Ли Чхэджон (이채정)                                    | Пак Джиын (박지은)                                     | Итикава Манами (市川愛美)                              |
| Алекс Кристин (알렉스 크리스틴) ZB Label               | Курихара Саэ (栗原紗英) HKT48                          | Чо ЁнИн (조영인) WM Entertainment                      | Асай Юка (浅井裕華) SKE48                              | Ан Йевон (안예원) YG KPlus                             |
| Наики Кокоро (内木志) NMB48                            | Ким Юбин (김유빈) STARDIUM                             | Чо Саран (조사랑) Million Market                       | Чхве Соын (최소은) The Music Works                     | Синодзаки Аяна (篠崎彩奈) AKB48                        |
| Вон Соён (원서연) MMO Entertainment                    | Мацуи Дзюрина (松井珠理奈) SKE48                       | Танака Мику (田中美久) HKT48                           | Умэяма Кокона (梅山恋和) NMB48                         | Цукиаси Аманэ (月足天音) HKT48                         |
| Уэмура Адзуса (植村梓)                                 |                                                        |                                                        |                                                        |                                                        |

## Ранг
| No. | Ep. 1          | Ep. 2          | Ep. 3          | Ep. 5          | Ep. 8          | Ep. 9          | Ep. 11         | Ep. 12         |
| --- | -------------- | -------------- | -------------- | -------------- | -------------- | -------------- | -------------- | -------------- |
| 1   | Мияваки Сакура | Ли Каын        | Ли Каын        | Ли Каын        | Чан Вонён      | Миядзаки Михо  | Мияваки Сакура | Чан Вонён      |
| 2   | Ан Юджин       | Ан Юджин       | Ан Юджин       | Ан Юджин       | Ябуки Нако     | Мияваки Сакура | Миядзаки Михо  | Мияваки Сакура |
| 3   | Чан Вонён      | Квон Ынби      | Мияваки Сакура | Чан Вонён      | Кан Хевон      | Кан Хевон      | Ли Чэён        | Чо Юри         |
| 4   | Мацуи Дзюрина  | Чан Вонён      | Чан Вонён      | Мияваки Сакура | Ан Юджин       | Такэути Мию    | Кан Хевон      | Чхве Йена      |
| 5   | Ли Гаын        | Мияваки Сакура | Квон Ынби      | Квон Ынби      | Квон Ынби      | Ли Каын        | Ли Каын        | Ан Юджин       |
| 6   | Чан Гюри       | Чхве Йена      | Гото Моэ       | Гото Моэ       | Ким Минджу     | Такэути Мию    | Ябуки Нако     |                |
| 7   | Чхве Йена      | Ван Ирэн       | Чхве Йена      | Ябуки Нако     | Мияваки Сакура | Ябуки Нако     | Чан Вонён      | Квон Ынби      |
| 8   | Ли Шиан        | Гото Моэ       | Такэути Мию    | Ван Ирэн       | Ли Каын        | Чан Вонён      | Широма Миру    | Кан Хевон      |
| 9   | Широма Миру    | Ямада Ноэ      | Ван Ирэн       | Чхве Йена      | Хан Човон      | Хонда Хитоми   | Ябуки Нако     | Хонда Хитоми   |
| 10  | Чо Юри         | Ли Чэён        | Ли Чэён        | Ли Чэён        | Чо Юри         | Ан Юджин       | Ситао Миу      | Ким Чэвон      |
| 11  | Ван Ирэн       | Такэути Мию    | Ямада Ноэ      | Такэути Мию    | Хо Юнджин      | Квон Ынби      | Хонда Хитоми   | Ким Минджу     |
| 12  | Кодзима Мако   | Мацуи Дзюрина  | Мацуи Дзюрина  | Хонда Хитоми   | Хонда Хитоми   | Ли Чэён        | Квон Ынби      | Ли Чэён        |

### Результат
| #  | Эпизод 12 (все голоса за всё шоу) | Эпизод 12 (все голоса за всё шоу) | Эпизод 12 (все голоса за всё шоу) |
| #  | Участница                         | Голоса                            | Лейбл/группа                      |
| -- | --------------------------------- | --------------------------------- | --------------------------------- |
| 1  | Чан Вон Ён                        | 338,366                           | Starship                          |
| 2  | Мияваки Сакура                    | 316,105                           | HKT48                             |
| 3  | Чо Ю-ри                           | 294,734                           | Stone Music                       |
| 4  | Чхве Йена                         | 285,385                           | Yuehua (EVERGLOW)                 |
| 5  | Ан Ю Джин                         | 280,487                           | Starship                          |
| 6  | Ябуки Нако                        | 261,788                           | HKT48                             |
| 7  | Квон Ын Би                        | 250,212                           | Woollim                           |
| 8  | Кан Хе Вон                        | 248,432                           | 8D                                |
| 9  | Хонда Хитоми                      | 240,418                           | AKB48                             |
| 10 | Ким Чэ Вон                        | 238,192                           | Woollim                           |
| 11 | Ким Мин Джу                       | 227,061                           | Urban Works                       |
| 12 | Ли Чэ Ён                          | 221,273                           | WM                                |

## Дискография

### Альбомы
| Название            | Детали                                                                                 | Позиции в чартах | Позиции в чартах | Позиции в чартах | Продажи      |
| Название            | Детали                                                                                 | JPN Hot          | JPN Dig          | US World         | Продажи      |
| ------------------- | -------------------------------------------------------------------------------------- | ---------------- | ---------------- | ---------------- | ------------ |
| 30 Girls 6 Concepts | - Релиз: 18 августа 2018 - Лейбл: Stone Music Entertainment - Формат: Digital download | 14               | 7                | 9                | - JPN: 2,473 |
| Produce 48 – Final  | - Релиз: 1 сентября 2018 - Лейбл: Stone Music Entertainment - Формат: Digital download | 22               | —                | —                |              |

### Синглы
| «Nekkoya (Pick Me)»                                                           | 2018 | —  | —  | — | Non-album single    |
| «Rollin' Rollin'»                                                             | 2018 | 66 | 96 | — | 30 Girls 6 Concepts |
| «To Reach You»                                                                | 2018 | 57 | 11 | — | 30 Girls 6 Concepts |
| «Rumor»                                                                       | 2018 | 24 | 7  | — | 30 Girls 6 Concepts |
| «See You Again»                                                               | 2018 | 80 | 70 | — | 30 Girls 6 Concepts |
| «1000 %»                                                                      | 2018 | 70 | 87 | — | 30 Girls 6 Concepts |
| «I Am»                                                                        | 2018 | 92 | 90 | — | 30 Girls 6 Concepts |
| «We Together»                                                                 | 2018 | —  | —  | — | Produce 48 — Final  |
| «Suki ni Nacchau Darō?» (好きになっちゃうだろう？)                            | 2018 | —  | —  | — | Produce 48 — Final  |
| «Kkumul Kkunun Dong-an (Korean Version)» (꿈을 꾸는 동안)                     | 2018 | —  | —  | — | Produce 48 — Final  |
| «Yume wo Miteiru Aida (Japanese Version)» (夢を見ている間)                    | 2018 | —  | —  | — | Produce 48 — Final  |
| «—» означает, что релиз не был в чартах этого региона или не был там выпущен. |      |    |    |   |                     |

## Рейтинг
| Эп.             | Дата Транслирования | Рейтинги    | Рейтинги    |
| Эп.             | Дата Транслирования | AGB Nielsen | AGB Nielsen |
| Эп.             | Дата Транслирования | Всемирно    | Юж. Корея   |
| --------------- | ------------------- | ----------- | ----------- |
| 1               | 15 июня 2018        | 1.132%      | NR          |
| 2               | 22 июня 2018        | 1.913 %     | 1.768 %     |
| 3               | 29 июня 2018        | 1.999 %     | 2.098 %     |
| 4               | 6 июля 2018         | 2.833 %     | 3.068 %     |
| 5               | 13 июля 2018        | 2.538 %     | 2.732 %     |
| 6               | 20 июля 2018        | 2.479 %     | 3.080 %     |
| 7               | 27 июля 2018        | 2.075 %     | 2.266 %     |
| 8               | 3 августа 2018      | 2.397 %     | 2.399 %     |
| 9               | 10 августа 2018     | 2.561 %     | 2.790 %     |
| 10              | 17 августа 2018     | 2.594 %     | 3.087 %     |
| 11              | 24 августа 2018     | 2.435 %     | 2.556 %     |
| 12              | 31 августа 2018     | 3.085%      | 3.299%      |
| Средний рейтинг | Средний рейтинг     | 2.338%      | N/A         |

## После шоу
- IZ*ONE выпустили свой дебютный альбом Color*Iz — 29 октября 2018 года. Группа была расформирована 29 апреля 2021 года.
  - Нако Ябуки и Хитоми Хонда вернулись в HKT48 и AKB48.
  - Квон Ынби дебютировала сольно 24 августа 2021 года с мини-альбомом Open.[30]
  - Ли Чэён дебютировала сольно 12 октября 2022 года с мини-альбомом Hush Rush.[31]
  - Чо Юри дебютировала сольно 7 октября 2021 года с сингловым-альбомом Glassy.[32]
  - Ким Минчжу и Urban Works объявили в октябре 2021 года, что она сосредоточится на своей актерской карьере.[33]
  - Чан Вон Ён и Ан Ю Джин дебютировали в женской группе Starship Entertainment IVE с сингловым-альбомом, Eleven, 1 декабря 2021 года.[34]
  - Кан Хевон дебютировала сольно 22 декабря с мини-альбомом W.[35] Тае же дебютировала как актриса в веб-дораме Best Mistake.[36]
  - Чхве Йена дебютировала сольно 17 января 2022 года с мини-альбомом Smiley.[37]
  - Сакура Мияваки и Ким Чхэвон (вместе с бывшей стажеркой Pledis Entertainment Хо Юнджин) подписали контракт с Hybe и Source Music, дебютировали в их новой женской группе Le Sserafim 2 мая 2022 года с мини-альбомом, Fearless.[38][39] Сакура выпустилась из HKT48 19 июня 2021 года,[40] а Чхэвон покинула Woollim Entertainment.[38][41]

- Некоторые стажерки вернулись в свои первоначальные группы или дебютировали в группах, созданных их соответствующими агентствами:
  - Чан Гюри вернулась в свою группу Fromis 9.
  - Пак Хэюн из FNC дебютировала в Cherry Bullet 21 января 2019 года.
  - Юн Хэсоль из Music Works дебютировала в Aqua 16 ноября 2018 года. По слухам группа распалась.
  - Ким Шихён и Ван Ирон из Yuehua Entertainment дебютировали в EVERGLOW 18 марта 2019 года.
  - 26 ноября 2018 года Ким ДоА дебютировала в Flavor, первом саб-юните группы Fanatics которая дебютировала 6 августа 2019 года.
  - Ким Со Хи и Ким Су Юн из Woollim, а также бывшая участница AKB48 Дзюри Такахаси дебютировали в женской группе Rocket Punch 7 августа 2019 года.
  - Индивидуальная стажерка Пак Джинни присоединилась к Vine Entertainment и дебютировала в женской группе Secret Number 19 мая 2020 года.
  - На Гоын из RBW и Пак Джиён дебютировали в женской группе Purple Kiss 15 марта 2021 года.
  - 10 июня 2021 года Хан Човон дебютировала в женской группе Cube Entertainment Lightsum вместе с бывшей стажеркой Banana Culture Ким Наен и бывшей стажеркой CNC Entertainment Ли Юджон.
  - Ким Чоён из команды A и бывшая стажерка Million Market Сон Ын Чхэ дебютировали в женской группе BugAboo 25 октября 2021 года.
- Трейни которые дебютировали сольно
  - Алекс Кристин (AleXa) из ZB Label дебютировала сольно 21 октября 2019 года с синглом «Bomb».
  - Мию Такэути из AKB48 выпустила сольный сингл 22 октября 2019 года под лейблом Mystic Entertainment.
- Некоторые стажерки покинули свои агентства /присоединились к новым агентствам:
  - Уэмура Адзуса выпустилась из NMB48 3 декабря 2018 года и начала карьеру видеоблогера.
  - Такэути Мию выпустилась из AKB48 в декабре 2018 года и подписала контракт с южнокорейским лейблом Mystic Entertainment.
  - Такахаси Дзюри выпустилась из AKB48 2 мая 2019 года и подписала контракт с южнокорейским лейблом Woollim Entertainment, где 7 августа 2019 года дебютировала в составе Rocket Punch.
  - Кодзима Мако выпустилась из AKB48 в мае 2019 года.
  - Хасэгава Рэна выпустилась из NGT48 в мае 2019 года.
  - Икуми Накано из AKB48 выпустилась 30 мая 2019 года.
  - Кокоро Наики из NMB48 выпустилась 11 августа 2019 года.
  - Мо Гото из AKB48 выпустилась 13 августа 2019 года. Затем она подписала контракт с Twin Planet и дебютировала в качестве сольной исполнительницы.
  - Аманэ Цукиаси выпустила 31 марта 2020 года.
  - Саэ Мурасэ из NMB48 выпустилась

декабря 2020 года.
- - Миру Сирома из NMB48 выпустилась августа 2021 года.
  - Дзюрина Мацуи из SKE48 выпустилась 30 апреля 2021 года.
  - Ноэ Ямада из NGT48 объявила о своем выпуске в октябре 2021 года и выпустилась 28 февраля 2022 года.
  - Михо Миядзаки из AKB48 объявила о своем выпуске декабре 2021 года и выпустилась из группы в апреле 2022 года, объявив, что у нее будут планы переезда в Южную Корею.
  - Хван Соён и Кан Дамин покинули Wellmade Yedang, затем Соён подписала контракт с M&H Entertainment, а Дамин подписала контракт с Starship Entertainment.
  - Ли Га Ын покинула After School и Pledis Entertainment. Позже подписалп контракт с High Entertainment.
  - Го Ю Джин покинула Blockberry Creative, затем она подписала контракт с 8D Creative, после ушла весной 2020 года.
  - Сон Ын Чхэ покинула Million Market и подписала контракт с Team Entertainment, и дебютировала в BugAboo 25 октября 2021 года.
  - Ли Ю Чжон, Юн Ын Бин, Ким Да Ен и Хон Е Чжи покинули CNC Entertainment, а затем подписали контракт со Stardium Entertainment. Ли Юджон и Ким Даён покинули Stardium Entertainment; Ючжон подписала контракт с Cube Entertainment в декабре 2019 года и дебютировал в Lightsum, Даён подписала контракт с Jellyfish Entertainment. Дён приняла участие в шоу на выживание Girls Planet 999 и заняла четвертое место, дебютировав в Kep1er под Wake One Entertainment и Swing Entertainment.
  - Шин Сухён покинула FAVE Entertainment. Затем она подписала контракт с агентством Sublime Artist Agency.
  - Чо Аён покинула FNC Entertainment. Затем она подписала контракт с UPVOTE Entertainment.
  - Ким Дахе и Ким Наён покинули Banae Culture. Затем Ким Наён подписала контракт с Cube Entertainment и дебютировал в Lightsum.
  - Ю Мин Ен покинула HOW Entertainment и подписала контракт с 8D Creative.
  - Ли Чэ Чжон и Пак Минджи покинули MND17. Чэджон подписала контракт с Hunus Entertainment и была добавлена в качестве новой участницы в женскую группу Elris. Минджи подписала контракт с Vine Entertainment и присоединилась к Secret Number в качестве новой участницы, дебютировав с их сингловым-альбомом Fire Saturday 27 октября 2021 года.
  - Ким Ю Бин покинул компанию CNC Entertainment. Затем она подписала контракт с MAJOR9 Entertainment и дебютировала в Bling Bling.
  - Ким Минсо и Ван Ке покинули HOW Entertainment после ее закрытия.
  - Чо Енджин и Ли Сыхен покинули WM Entertainment. Сыхён присоединилась к Grandline Group и дебютировал в группе H1-Key 5 января 2022 года.
  - После приобретения Pledis Entertainment компанией Hybe Corporation, Хо Юнджин была переведена из Pledis в Source Music. Она дебютировала в их женской группой Le Sserafim вместе с бывшими участницами Iz*One Сакурой Мияваки и Ким Чхэвон 2 мая 2022 года.

## Манипуляция голосами
В июле 2019 года, во время последнего эпизода четвертого сезона Produce X 101, несколько зрителей заподозрили, что общее количество голосов было изменено после того, как они заметили числовые закономерности. 1 августа 2019 года 272 зрителя подали иск против Mnet, поскольку их служба текстового голосования на месте взяла 100 фунтов стерлингов за голос, что вызвало расследование, проведенное столичной полицией Сеула. Ан Джун Ён и Ким Ён Бум, продюсеры серии Produce 101, были арестованы 5 ноября 2019 года, когда Ан признался, что манипулировал голосами за Produce X 101 и третий сезон сериала, Produce 48.
Расследование повлияло на продвижение групп, созданных франшизами Mnet, таких как IZ*ONE и X1, а также на общественное восприятие продолжающегося конкурентного реалити-сериала Mnet.

### Предпосылки
В 2009 году южнокорейский телеканал кабельного телевидения Mnet выпустил свой первый конкурс реалити-шоу Superstar K, который сразу же стал популярным, создав бум франшиз на программы прослушивания. В 2016 году они запустили Produce 101, целью которого является создание краткосрочной группы проектов K-pop из 101 конкурсанта, в которой все 11 участников были выбраны путем голосования аудитории. Группа, сформированная из этого шоу, I.O.I, была успешной на протяжении всего 1-летнего контракта, и благодаря своей популярности Mnet впоследствии продолжили производство, создав собственную франшизу. Следующие два сезона, Produce 101 2 и Produce 48 (в сотрудничестве с группой AKB48), сформировали Wanna One и IZ*ONE соответственно, причем обе группы нашли индивидуальный успех на музыкальном рынке. Четвертый сезон, Produce X 101, который был показан в 2019 году, создал группу X1. В дополнение к серии Produce 101, Mnet запустил Idol School в 2017 году с похожей предпосылкой, которая создала девичью группу Fromis 9.

### Первые полицейские рейды и обвинения свидетелей
20 августа 2019 года Сеульское столичное полицейское управление выдало ордер на обыск офисов CJ E&M и компании, занимающейся текстовым голосованием. Во время их первого обыска полиция обнаружила голосовые записи сотрудников, обсуждающих манипулирование голосами в предыдущих сезонах шоу, в результате чего они распространяют свое расследование на все четыре сезона серии Produce 101 и Idol Shool.

### Комментарии
1. ↑  "Nekkoya (Pick Me)" did not enter the Gaon Digital Chart, but peaked at number 55 on the Mobile Chart and number 100 on the BGM Chart.[23][24]
2. ↑  "Nekkoya (Pick Me)" did not enter the Japan Hot 100, but peaked at number 56 on the Japan Hot 100 Download Chart.[25]
3. ↑  "We Together" did not enter the Gaon Digital Chart, but peaked at number 94 on the Download Chart.[26]
4. ↑  "Suki ni Nacchau Darō?" did not enter the Gaon Digital Chart, but peaked at number 91 on the Download Chart.[27]
5. ↑  "Kkumul Kkunun Dong-an (Korean Version)" did not enter the Gaon Digital Chart, but peaked at number 80 on the Download Chart.[26]